# Rhinophis
Rhinophis är ett släkte av ormar. Rhinophis ingår i familjen sköldsvansormar.
Arterna är med en längd mellan 30 och 57 cm små ormar. De förekommer i södra Indien och på Sri Lanka. Individerna lever i skogar eller i odlade områden och de gräver i lövskiktet eller i det övre jordlagret efter daggmaskar. Honor lägger inga ägg utan föder levande ungar.
Arter enligt Catalogue of Life:
- Rhinophis blythii
- Rhinophis dorsimaculatus
- Rhinophis drummondhayi
- Rhinophis fergusonianus
- Rhinophis homolepis
- Rhinophis oxyrhynchus
- Rhinophis philippinus
- Rhinophis porrectus
- Rhinophis punctatus
- Rhinophis sanguineus
- Rhinophis travancoricus
- Rhinophis tricolorata

The Reptile Database listar ytterligare några arter till släktet.